# Red Dragon Inn
The Red Dragon Inn er et brætspil for to til fire (eller flere) spillere, der spiller fantasy-eventyrere, der er gået på kro efter veludført mission. Hver spiller har 10 guldmønter og en bunke kort, hvor hvert kort repræsenterer en handling, karakteren kan udføre. Hver spiller har desuden en plade, hvor han/hun holder styr på karakterens beruselse og samlede helbred - begge på en skala fra 0 til 20 (i begyndelsen er beruselsen 0 og det samlede helbred 20).
Undervejs i spillet trækkes kort fra en fælles bunke med forskellige drikke (mjød, ale, elvervin osv.), der typisk forøger karakterens beruselse. Handlingerne på karakterens kort vil ofte gøre skade på andre karakterer og dermed sænke deres samlede helbred, men der er også handlingskort relateret til at karaktererne kan spille om penge.
Målet med spillet er at være den sidste, der har penge og ikke er drukket under bordet, hvad der sker når ens karakterens beruselse og samlede helbred når samme værdi på skalaen.
Spillet udgives af SlugFest Games, mens den tyske version udgives af Pegasus Spiele.

## Karaktererne
De forskellige karakterer i spillet er mere eller mindre almindelige fantasy-racer og -klasser, og spillets forskellige udvidelser tilføjer flere.

## Udvidelser
Grundspillet rummer præstinden Deirdre, hobbitten Gerki, krigeren Fiona samt troldmanden Zot (der har kaninen Pooky).
- The Red Dragon Inn 2 rummer dværgen Dimli, illusionisten Eve, barden Fleck og halv-ogren Gog.
- The Red Dragon Inn 3 rummer gnomen Wizgille, trolden Phrenk, pixien Kaylin og orken Serena (der er paladin).
- The Red Dragon Inn 4 rummer kaptajn Whitehawk, styrmanden Remy, bådsmanden Bryn og navigatøren Tara.

Hver af disse udvidelser kan spilles på ganske samme måde som grundspillet, men alle kan også blandes. Red Dragon Inn 4 har dog lidt ekstra, idet spillet ikke foregår på en kro, men i kaptajnens kahyt og der kommer tilfældige begivenheder fra tid til anden.
Desuden er der en del udvidelser til spillet, som ikke er spilbare i sig selv, men består af en enkelt karakter, så man har flere at vælge mellem.